# Вітлокіт
Вітлокіт — рідкісний мінерал із класу мінералів «фосфати, арсенати та ванадати».

## Загальний опис
Він кристалізується в тригональній кристалічній системі з хімічним складом Ca9(Mg, Fe)[PO3OH|(PO4)6] і зазвичай розвиває пластинчасті або ромбоедричні кристали, а також зернисті мінеральні агрегати та мікрокристалічні кірки. Також можливе утворення печерних перлин. Видимі поверхні кристалів мають скляний або смоляний блиск, а кіркові утворення більш матові.
Чистий вітлокіт безбарвний і прозорий. Однак він може виглядати білим через багаторазове заломлення світла через полікристалічні утворення або дефекти конструкції ґратки і може набувати сірого або жовтуватого кольору через сторонні домішки, відповідно зменшуючи прозорість. Однак колір лінії завжди білий.
Маючи твердість за Моосом 5, вітлокіт є одним із мінералів середньої твердості, який можна подряпати ножем, подібно до еталонного мінералу апатиту.